# Hatne
Hatne (ukr. Гатне) – wieś na Ukrainie, w obwodzie kijowskim, w rejonie fastowskim. Liczy 12500 mieszkańców. W 2001 roku, gdy liczyła 3087 mieszkańców, 2946 wskazało jako ojczysty język ukraiński, 130 rosyjski, 1 bułgarski, 2 białoruski, 4 ormiański, 3 inny, a 1 osoba się nie zadeklarowała.